# Analysis
Die Analysis [aˈnaːlyzɪs] (ανάλυσις análysis ‚Auflösung‘, ἀναλύω analýo ‚auflösen‘) ist ein Teilgebiet der Mathematik. Als eigenständiges Teilgebiet der Mathematik existiert die Analysis seit Leonhard Euler (18. Jahrhundert). Seither ist sie die Mathematik der Natur- und Ingenieurwissenschaften.
Ihre Grundlagen wurden im 17. Jahrhundert von Gottfried Wilhelm Leibniz und Isaac Newton als Infinitesimalrechnung unabhängig voneinander entwickelt. Infinitesimalrechnung ist die mathematische Untersuchung kontinuierlicher Veränderungen, so wie Geometrie die Untersuchung der Form und Algebra die Untersuchung der Verallgemeinerung arithmetischer Operationen ist. 
Zentrale Begriffe der Analysis sind die des Grenzwerts, der Folge, der Reihe sowie in besonderem Maße der Begriff der Funktion. Die Untersuchung von reellen und komplexen Funktionen hinsichtlich Stetigkeit, Differenzierbarkeit und Integrierbarkeit zählt zu den Hauptgegenständen der Analysis. Grundlegend für die gesamte Analysis sind die beiden Körper {\displaystyle \mathbb {R} } (der Körper der reellen Zahlen) und {\displaystyle \mathbb {C} } (der Körper der komplexen Zahlen) mitsamt deren geometrischen, arithmetischen, algebraischen und topologischen Eigenschaften. 

## Teilgebiete

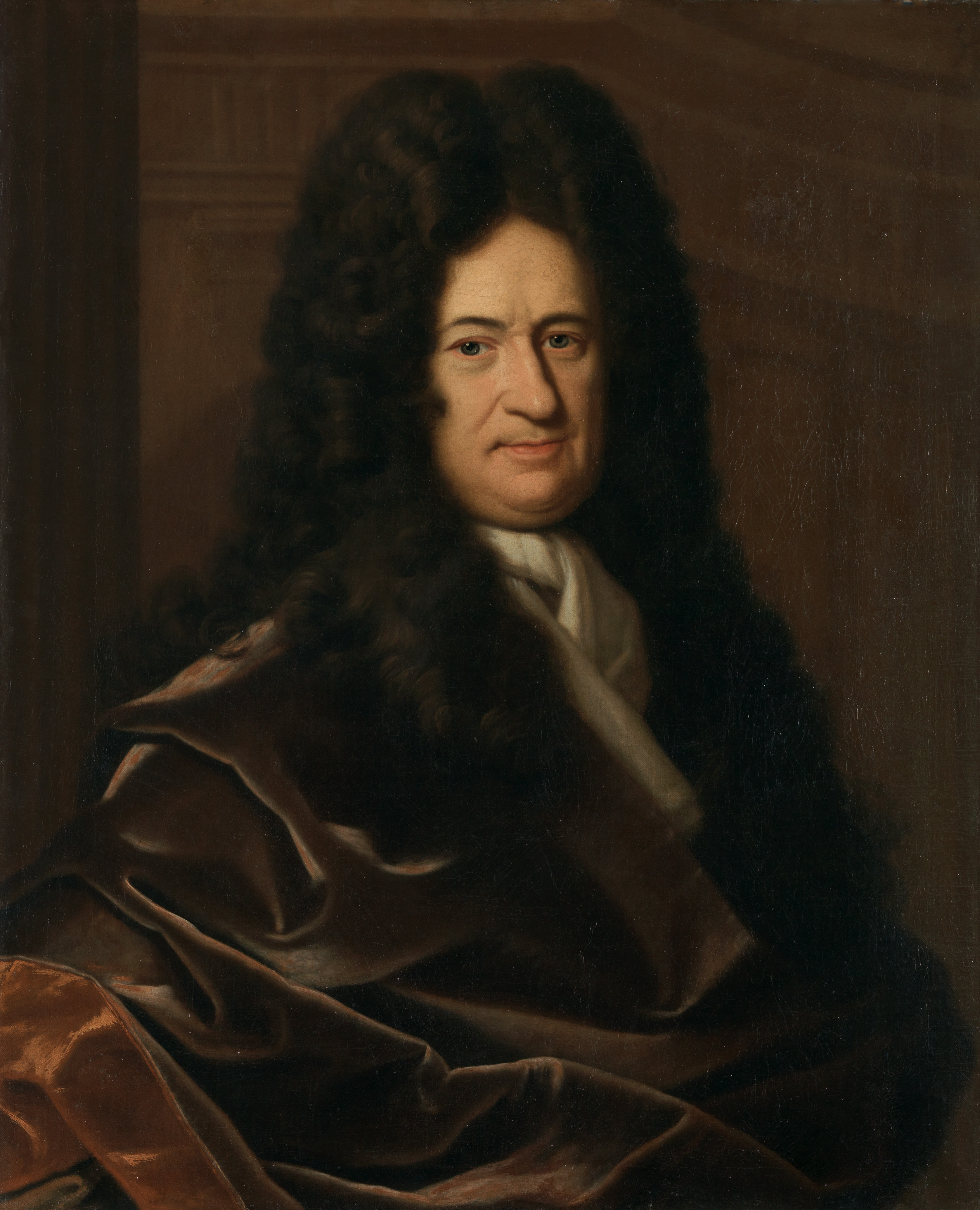
Gottfried Wilhelm Leibniz

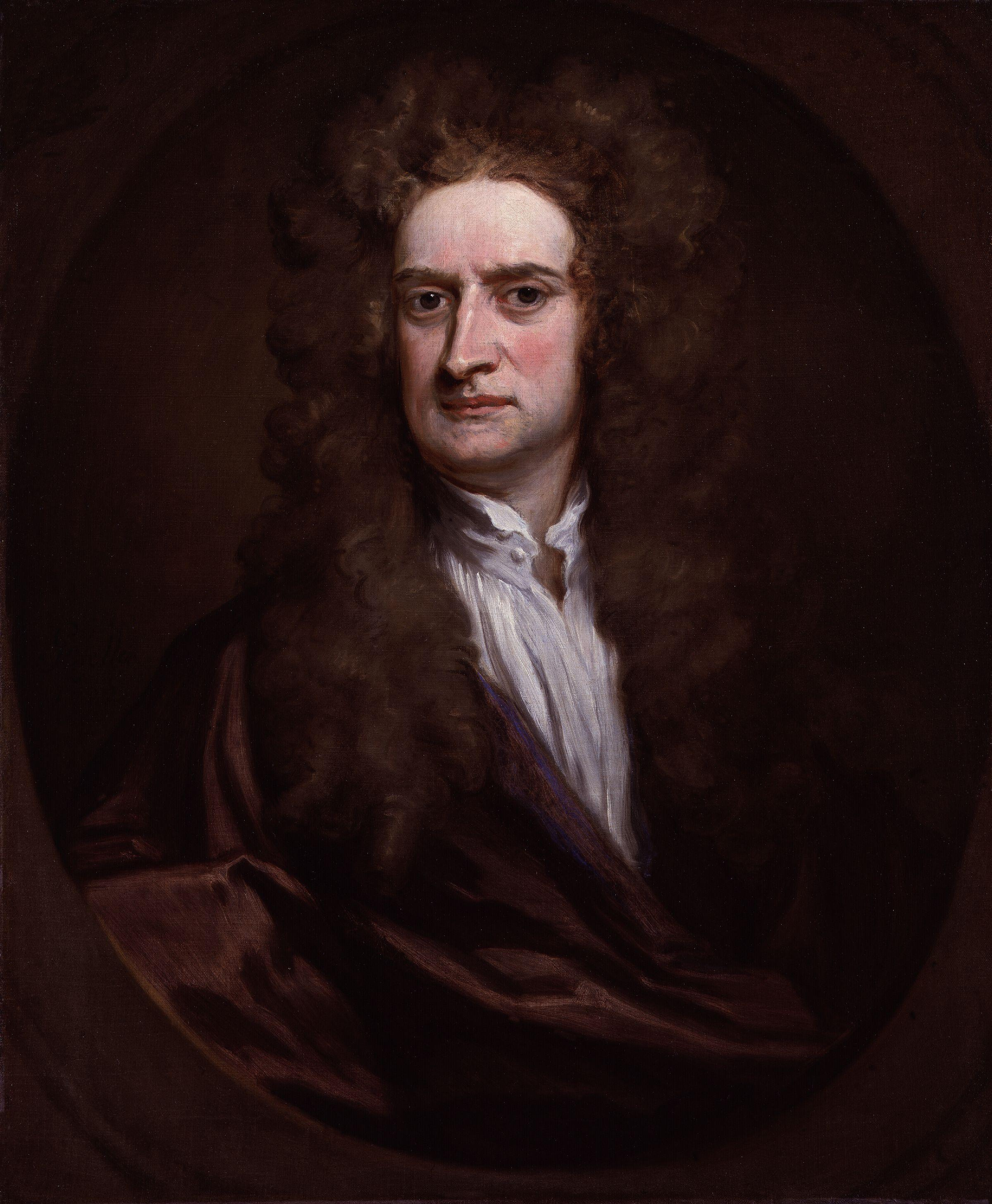
Isaac Newton

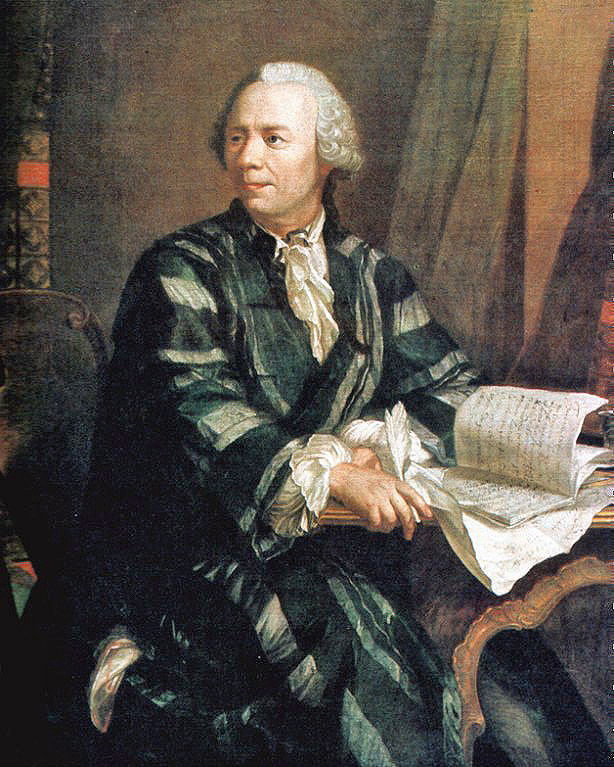
Leonhard Euler

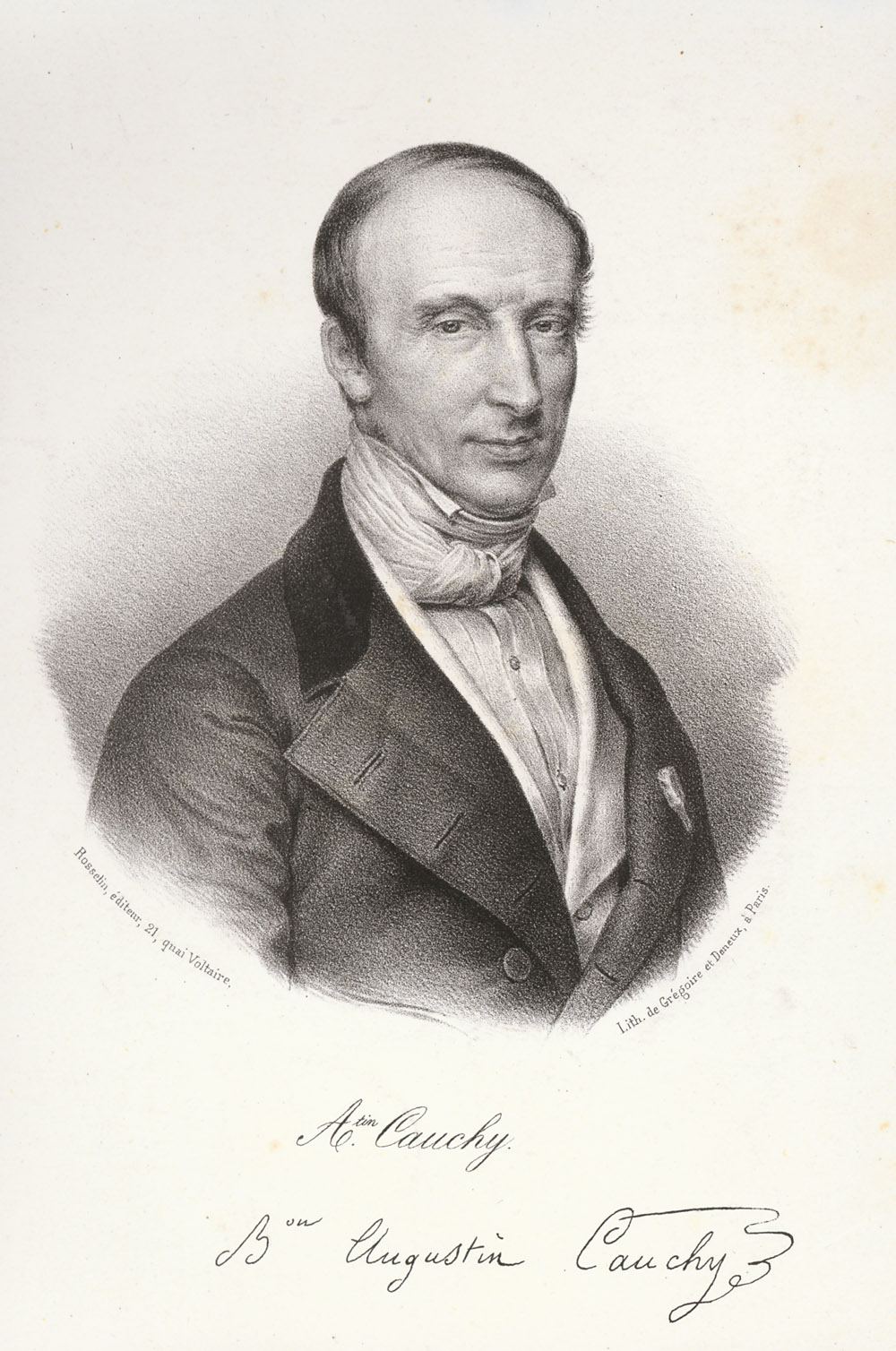
Augustin-Louis Cauchy

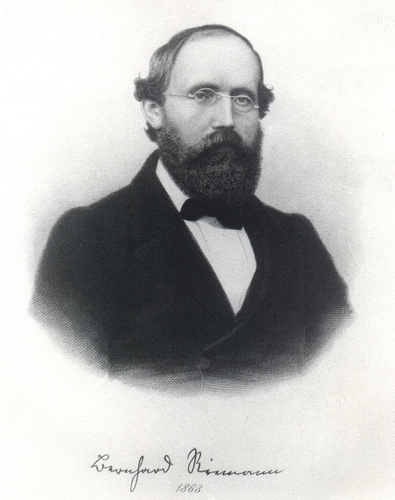
Bernhard Riemann

Die Analysis hat sich zu einem sehr allgemeinen, nicht klar abgrenzbaren Oberbegriff für vielfältige Gebiete entwickelt. Neben der Differential- und Integralrechnung umfasst die Analysis weitere Gebiete, welche darauf aufbauen. Dazu gehören die Theorie der gewöhnlichen und partiellen Differentialgleichungen, die Variationsrechnung, die Vektoranalysis, die Maß- und Integrationstheorie und die Funktionalanalysis.
Eine ihrer Wurzeln hat auch die Funktionentheorie in der Analysis. So kann die Frage, welche Funktionen die Cauchy-Riemannschen-Differentialgleichungen erfüllen, als Frage der Theorie partieller Differentialgleichungen verstanden werden.
Je nach Auffassung können auch die Gebiete der harmonischen Analysis, der Differentialgeometrie mit den Teilgebieten Differentialtopologie und Globale Analysis, der analytischen Zahlentheorie, der Nichtstandardanalysis, der Distributionentheorie und der mikrolokalen Analysis ganz oder in Teilen dazu gezählt werden.

### Eindimensionale reelle Analysis

#### Differentialrechnung
Bei einer linearen Funktion bzw. einer Geraden
{\displaystyle g(x)=mx+c}
heißt m die Steigung und c der y-Achsen-Abschnitt oder Ordinatenabschnitt der Geraden. Hat man nur 2 Punkte {\displaystyle (x_{0},y_{0})} und {\displaystyle (x_{1},y_{1})} auf einer Geraden, so kann die Steigung berechnet werden durch
{\displaystyle m={\frac {y_{1}-y_{0}}{x_{1}-x_{0}}}}
Bei nicht linearen Funktionen wie z. B. {\displaystyle f(x)=x^{2}} kann die Steigung so nicht mehr berechnet werden, da diese Kurven beschreiben und somit keine Geraden sind. Jedoch kann man an einen Punkt {\displaystyle (x_{0},f(x_{0}))} eine Tangente legen, die wieder eine Gerade darstellt. Die Frage ist nun, wie man die Steigung einer solchen Tangente an einer Stelle {\displaystyle x_{0}} berechnen kann. Wählt man eine Stelle {\displaystyle x_{1}} ganz nahe bei {\displaystyle x_{0}} und legt eine Gerade durch die Punkte {\displaystyle (x_{0},f(x_{0}))} und {\displaystyle (x_{1},f(x_{1}))}, so ist die Steigung dieser Sekante nahezu die Steigung der Tangente. Die Steigung der Sekante ist (s. o.)
{\displaystyle m={\frac {f(x_{1})-f(x_{0})}{x_{1}-x_{0}}}}
Diesen Quotienten nennt man den Differenzenquotienten oder mittlere Änderungsrate. Wenn wir nun die Stelle {\displaystyle x_{1}} immer weiter an {\displaystyle x_{0}} annähern, so erhalten wir per Differenzenquotient die Steigung der Tangente. Wir schreiben
{\displaystyle f'(x_{0})=\lim _{x\rightarrow x_{0}}{\frac {f(x)-f(x_{0})}{x-x_{0}}}}
und nennen dies die Ableitung oder den Differentialquotienten von f in {\displaystyle x_{0}}.
Der Ausdruck {\displaystyle \lim _{x\rightarrow x_{0}}} bedeutet, dass x immer weiter an {\displaystyle x_{0}} angenähert wird, bzw. dass der Abstand zwischen x und {\displaystyle x_{0}} beliebig klein wird. Wir sagen auch: „x geht gegen {\displaystyle x_{0}}“. Die Bezeichnung {\displaystyle \lim } steht für Limes.
{\displaystyle f^{\prime }(x_{0})} ist der Grenzwert des Differenzenquotienten.
Es gibt auch Fälle, in denen dieser Grenzwert nicht existiert. Deswegen hat man den Begriff Differenzierbarkeit eingeführt. Eine Funktion f heißt differenzierbar an der Stelle {\displaystyle x_{0}}, wenn der Grenzwert {\displaystyle \lim _{x\rightarrow x_{0}}{\frac {f(x)-f(x_{0})}{x-x_{0}}}} existiert.

#### Integralrechnung
Die Integralrechnung befasst sich anschaulich mit der Berechnung von Flächen unter Funktionsgraphen. Diese Fläche kann durch eine Summe von Teilflächen approximiert werden und geht im Grenzwert in das Integral über.
{\displaystyle \int _{a}^{b}f(x)\,\mathrm {d} x:=\lim _{n\to \infty }{\frac {b-a}{n}}\sum _{i=0}^{n-1}f\left(a+i{\frac {b-a}{n}}\right).}
Die obige Folge konvergiert, falls f gewisse Bedingungen (wie z. B. Stetigkeit) erfüllt. Diese anschauliche Darstellung (Approximation mittels Ober- und Untersummen) entspricht dem sogenannten Riemann-Integral, das in der Schule gelehrt wird.
In der sogenannten Höheren Analysis werden darüber hinaus weitere Integralbegriffe, wie z. B. das Lebesgue-Integral betrachtet.

#### Hauptsatz der Integral- und Differentialrechnung
Differentialrechnung und Integralrechnung verhalten sich nach dem Hauptsatz der Analysis in folgender Weise „invers“ zueinander.
Wenn {\displaystyle f} eine auf einem kompakten Intervall {\displaystyle [a,b]} stetige reelle Funktion ist, so gilt für {\displaystyle x\in (a,b)}:
{\displaystyle {\mathrm {d}  \over \mathrm {d} x}\left(\int _{a}^{x}f({\bar {x}})\mathrm {d} {\bar {x}}\right)=f(x)}
und, falls {\displaystyle f} zusätzlich auf {\displaystyle (a,b)} gleichmäßig stetig differenzierbar ist,
{\displaystyle \int _{a}^{b}\left({\mathrm {d}  \over \mathrm {d} {\bar {x}}}f({\bar {x}})\right)\mathrm {d} {\bar {x}}=f(b)-f(a).}
Deshalb wird die Menge aller Stammfunktionen einer Funktion {\displaystyle f} auch als unbestimmtes Integral bezeichnet und durch
{\displaystyle \textstyle \int f(x)\mathrm {d} x} symbolisiert.

### Mehrdimensionale reelle Analysis

Beispiel für eine mehrdimensionale Funktion:

Viele Lehrbücher unterscheiden zwischen Analysis in einer und Analysis in mehreren Dimensionen. Diese Differenzierung berührt die grundlegenden Konzepte nicht, allerdings gibt es in mehreren Dimensionen eine größere mathematische Vielfalt. Die mehrdimensionale Analysis betrachtet Funktionen {\displaystyle \textstyle f\colon D\subseteq \mathbb {R} ^{m}\to \mathbb {R} ^{n}} mehrerer reeller Variablen, die oft als ein Vektor beziehungsweise n-Tupel dargestellt werden.
Die Begriffe der Norm (als Verallgemeinerung des Betrags), der Konvergenz, der Stetigkeit und der Grenzwerte lassen sich einfach von einer in mehrere Dimensionen verallgemeinern.
Die Differentiation von Funktionen mehrerer Variablen unterscheidet sich von der eindimensionalen Differentiation.
Wichtige Konzepte sind die Richtungs- und die partielle Ableitung, die Ableitungen in einer Richtung beziehungsweise in einer Variable sind. Der Satz von Schwarz stellt fest, wann partielle beziehungsweise Richtungsableitungen unterschiedlicher Richtungen vertauscht werden dürfen. Außerdem ist der Begriff der totalen Differentiation von Bedeutung. Dieser kann interpretiert werden als die lokale Anpassung einer linearen Abbildung an den Verlauf der mehrdimensionalen Funktion und ist das mehrdimensionale Analogon der (ein-dimensionalen) Ableitung. Der Satz von der impliziten Funktion über die lokale, eindeutige Auflösung impliziter Gleichungen ist eine wichtige Aussage der mehrdimensionalen Analysis und kann als eine Grundlage der Differentialgeometrie verstanden werden.
In der mehrdimensionalen Analysis gibt es unterschiedliche Integralbegriffe wie das Kurvenintegral, das Oberflächenintegral und das Raumintegral. Jedoch von einem abstrakteren Standpunkt aus der Vektoranalysis unterscheiden sich diese Begriffe nicht. Zum Lösen dieser Integrale sind der Transformationssatz als Verallgemeinerung der Substitutionsregel und der Satz von Fubini, welcher es erlaubt, Integrale über n-dimensionale Mengen in iterierte Integrale umzuwandeln, von besonderer Bedeutung. Auch die Integralsätze aus der Vektoranalysis von Gauß, Green und Stokes sind in der mehrdimensionalen Analysis von Bedeutung. Sie können als Verallgemeinerung des Hauptsatzes der Integral- und Differentialrechnung verstanden werden.

### Funktionalanalysis
Die Funktionalanalysis ist eines der wichtigsten Teilgebiete der Analysis. Die entscheidende Idee in der Entwicklung der Funktionalanalysis war die Entwicklung einer koordinaten- und dimensionsfreien Theorie. Dies brachte nicht nur einen formalen Gewinn, sondern ermöglichte auch die Untersuchung von Funktionen auf unendlichdimensionalen topologischen Vektorräumen. Hierbei werden nicht nur die reelle Analysis und die Topologie miteinander verknüpft, sondern auch Methoden der Algebra spielen eine wichtige Rolle.
Aus wichtigen Resultaten der Funktionalanalysis wie es beispielsweise der Satz von Fréchet-Riesz ist, lassen sich zentrale Methoden für die Theorie partieller Differentialgleichungen ableiten. Zudem ist die Funktionalanalysis, insbesondere mit der Spektraltheorie, der geeignete Rahmen zur mathematischen Formulierung der Quantenmechanik und auf ihr aufbauender Theorien.

### Theorie der Differentialgleichungen
Eine Differentialgleichung ist eine Gleichung, die eine unbekannte Funktion und Ableitungen von dieser enthält. Treten in der Gleichung nur gewöhnliche Ableitungen auf, so heißt die Differentialgleichung gewöhnlich. Ein Beispiel ist die Differentialgleichung
{\displaystyle y''(t)+\omega _{0}^{2}y(t)=0}
des harmonischen Oszillators. Von einer partiellen Differentialgleichung spricht man, wenn in der Differentialgleichung partielle Ableitungen auftreten. Ein Beispiel dieser Klasse ist die Laplace-Gleichung
{\displaystyle \Delta u(x)=0}.
Ziel der Theorie der Differentialgleichungen ist es, Lösungen, Lösungsmethoden und andere Eigenschaften solcher Gleichungen zu finden. Für gewöhnliche Differentialgleichungen wurde eine umfassende Theorie entwickelt, mit der es möglich ist, zu gegebenen Gleichungen Lösungen anzugeben, insofern diese existieren. Da partielle Differentialgleichungen in ihrer Struktur komplizierter sind, gibt es weniger Theorie, die auf eine große Klasse von partiellen Differentialgleichungen angewandt werden kann. Daher untersucht man im Bereich der partiellen Differentialgleichungen meist nur einzelne oder kleinere Klassen von Gleichungen. Um Lösungen und Eigenschaften solcher Gleichungen zu finden, werden vor allem Methoden aus der Funktionalanalysis und auch aus der Distributionentheorie und der mikrolokalen Analysis eingesetzt. Allerdings gibt es viele partielle Differentialgleichungen, bei denen mit Hilfe dieser analytischen Methoden erst wenige Informationen über die Lösungsstruktur in Erfahrung gebracht werden konnten. Ein in der Physik wichtiges Beispiel einer solch komplexen partiellen Differentialgleichung ist das System der Navier-Stokes-Gleichungen. Für diese und für andere partielle Differentialgleichungen versucht man in der numerischen Mathematik näherungsweise Lösungen zu finden.

### Funktionentheorie
Im Gegensatz zur reellen Analysis, die sich nur mit Funktionen reeller Variablen befasst, werden in der Funktionentheorie (auch komplexe Analysis genannt) Funktionen komplexer Variablen untersucht. Die Funktionentheorie hat sich von der reellen Analysis mit eigenständigen Methoden und andersartigen Fragen abgesetzt. Jedoch werden einige Phänomene der reellen Analysis erst mit Hilfe der Funktionentheorie richtig verständlich. Das Übertragen von Fragen der reellen Analysis in die Funktionentheorie kann daher zu Vereinfachungen führen.